# جيمي دان (مغني)
جيمي دان (بالإنجليزية: Jamie Dunn)‏ هو محرك دمى ومغني أسترالي، ولد في 12 أغسطس 1950.

## وصلات خارجية
- جيمي دان على موقع IMDb (الإنجليزية)
- جيمي دان على موقع قاعدة بيانات الفيلم (الإنجليزية)